# Neottia divaricata
Neottia divaricata är en orkidéart som först beskrevs av Gopinath Panigrahi och Peter Geoffrey Taylor, och fick sitt nu gällande namn av Dariusz Lucjan Szlachetko. Neottia divaricata ingår i släktet näströtter, och familjen orkidéer. Inga underarter finns listade i Catalogue of Life.